# Rhodophiala advena
Rhodophiala advena es una especie de planta herbácea perenne, geófita, bulbosa, endémica de Chile.

## Descripción
Es una planta bulbosa y perennifolia que florece en Chile en  primavera, otoño e  invierno. Las flores son de colores cálidos que van desde el color naranja pálido al rosa profundo.

## Taxonomía
Rhodophiala advena fue descrita por (Ker Gawl.) Traub y publicado en Plant Life. [American Plant Life Society]. Stanford, CA, ix. 60. en el año 1953.

### Sinonimia
- Amaryllis advena Ker Gawl., Bot. Mag. 28: t. 1125 (1808). Basionym.
- Hippeastrum advenum (Ker Gawl.) Herb., Appendix: 31 (1821).
- Habranthus advenus (Ker Gawl.) Herb., Bot. Mag. 53: t. 2685 (1826).
- Habranthus hesperius var. advena (Ker Gawl.) Herb., Amaryllidaceae: 161 (1837).
- Myostemma advena (Ker Gawl.) Ravenna, Onira 10: 58 (2006).
- Habranthus pallidus Lodd., Bot. Cab. 18: t. 1760 (1831), nom. nud.
- Habranthus miniatus D.Don ex Sweet, Brit. Fl. Gard. 6: t. 213 (1833).
- Habranthus hesperius Herb., Amaryllidaceae: 161 (1837).
- Amaryllis sweetiana Steud., Nomencl. Bot., ed. 2, 1: 72 (1840).
- Chlidanthus cumingii C.Presl, Abh. Königl. Böhm. Ges. Wiss., V, 3: 545 (1845).
- Phycella macleanica Baker, Refug. Bot. 5: t. 332 (1872).
- Hippeastrum pallidum (Lodd.) Pax, Bot. Jahrb. Syst. 11: 321 (1890).[4]